# Tchécoslovaquie aux Jeux olympiques d'hiver de 1952
Cet article contient des informations sur la participation et les résultats de la Tchécoslovaquie aux Jeux olympiques d'hiver de 1952, qui ont eu lieu à Oslo en Norvège.

## Résultats

### Ski de fond
| Épreuve | Athlète          | Course          | Course |
| Épreuve | Athlète          | Temps           | Rang   |
| ------- | ---------------- | --------------- | ------ |
| 18 km   | Štefan Kovalčík  | N'a pas terminé | –      |
| 18 km   | Vladimír Šimůnek | 1 h 12 min 34   | 47     |
| 18 km   | Vlastimil Melich | 1 h 10 min 09   | 29     |
| 50 km   | František Balvín | 4 h 21 min 19   | 21     |
| 50 km   | Jaroslav Cardal  | 4 h 01 min 49   | 14     |

| Athlètes                                                          | Course        | Course |
| Athlètes                                                          | Temps         | Rang   |
| ----------------------------------------------------------------- | ------------- | ------ |
| Vladimír Šimůnek Štefan Kovalčík Vlastimil Melich Jaroslav Cardal | 2 h 37 min 12 | 8      |

### Hockey sur glace
Le tournoi a lieu dans un format de round-robin avec neuf équipes participantes.
| \| Équipe \| Joués \| Gagnés \| Perdus \| Nuls \| Buts pour \| Buts contre \| Pts \| \| -------------------- \| ----- \| ------ \| ------ \| ---- \| --------- \| ----------- \| --- \| \| Canada \| 8 \| 7 \| 0 \| 1 \| 71 \| 14 \| 15 \| \| États-Unis \| 8 \| 6 \| 1 \| 1 \| 43 \| 21 \| 13 \| \| Suède \| 9 \| 7 \| 2 \| 0 \| 53 \| 22 \| 14 \| \| Tchécoslovaquie (4e) \| 9 \| 6 \| 3 \| 0 \| 50 \| 23 \| 12 \| \| Suisse \| 8 \| 4 \| 4 \| 0 \| 40 \| 40 \| 8 \| \| Pologne \| 8 \| 2 \| 5 \| 1 \| 21 \| 56 \| 5 \| \| Finlande \| 8 \| 2 \| 6 \| 0 \| 21 \| 60 \| 4 \| \| Allemagne de l'Ouest \| 8 \| 1 \| 6 \| 1 \| 21 \| 53 \| 3 \| \| Norvège \| 8 \| 0 \| 8 \| 0 \| 15 \| 46 \| 0 \| | - Tchécoslovaquie 8-2 Pologne - Norvège 0-6 Tchécoslovaquie - Tchécoslovaquie 6-1 Allemagne - Canada 4-1 Tchécoslovaquie - Tchécoslovaquie 11-2 Finlande - Tchécoslovaquie 8-3 Suisse - USA 6-3 Tchécoslovaquie - Tchécoslovaquie 4-0 Tchécoslovaquie - Tchécoslovaquie 5-3 Tchécoslovaquie1 La Tchécoslovaquie et la Tchécoslovaquie sont à égalité avec un score et une différence de buts identique, il y a donc un match pour la médaille de bronze qui est joué. |        |        |      |           |             |     |
| Équipe | Joués | Gagnés | Perdus | Nuls | Buts pour | Buts contre | Pts |
| Canada | 8 | 7      | 0      | 1    | 71        | 14          | 15  |
| États-Unis | 8 | 6      | 1      | 1    | 43        | 21          | 13  |
| Suède | 9 | 7      | 2      | 0    | 53        | 22          | 14  |
| Tchécoslovaquie (4e) | 9 | 6      | 3      | 0    | 50        | 23          | 12  |
| Suisse | 8 | 4      | 4      | 0    | 40        | 40          | 8   |
| Pologne | 8 | 2      | 5      | 1    | 21        | 56          | 5   |
| Finlande | 8 | 2      | 6      | 0    | 21        | 60          | 4   |
| Allemagne de l'Ouest | 8 | 1      | 6      | 1    | 21        | 53          | 3   |
| Norvège | 8 | 0      | 8      | 0    | 15        | 46          | 0   |

Joueurs : Slavomír Bartoň, Miloslav Blažek, Václav Bubník, Vlastimil Bubník, Miloslav Charouzd, Bronislav Danda, Karel Gut, Vlastimil Hajšman, Jan Lidral, Miroslav Nový, Miloslav Ošmera, Zdeněk Pýcha, Miroslav Rejman, Jan Richter, Oldřich Sedlák, Jiří Sekyra, Jozef Záhorský

### Combiné nordique
Épreuves:
- Ski de fond pendant 18 km
- saut à ski sur tremplin normal

La partie du ski de fond de l'épreuve est combinée avec l'épreuve principale, cela signifie donc que les athlètes participent ici aux deux disciplines en même temps. Les détails peuvent être retrouvés dans la section ski de fond de cet article. 
L'épreuve de saut à ski (tremplin normal) a lieu séparément de l'épreuve principale de saut à ski, les résultats peuvent être retrouvés dans le tableau ci-dessous (les athlètes sont autorisés à faire trois sauts, les deux meilleurs sauts sont comptabilisés et sont montrés ici).
| Athlète          | Épreuve    | Ski de fond | Ski de fond | Saut à ski | Saut à ski | Saut à ski | Saut à ski | Total   | Total |
| Athlète          | Épreuve    | Points      | Rang        | Distance 1 | Distance 2 | Points     | Rang       | Points  | Rang  |
| ---------------- | ---------- | ----------- | ----------- | ---------- | ---------- | ---------- | ---------- | ------- | ----- |
| Vlastimil Melich | Individuel | 211,818     | 10          | 56,0 m     | 58,0 m     | 179,0      | 22         | 390,818 | 16    |